# Middle Class
The Middle Class est un groupe de punk rock et hardcore américain, originaire de Santa Ana, en Californie.

## Biographie
Le groupe est formé en 1977 à Santa Ana, en Californie. Le groupe comprend Jeff Atta (chant), Mike Atta (guitare), Mike Patton (basse), et Bruce Atta (batterie). Middle Class est l'un des trois ou quatre groupes piliers du punk hardcore, avec Bad Brains notamment, de la fin des années 1970.
Selon Steven Blush, le groupe enregistre le premier album punk hardcore de la côte ouest avec l'EP Out of Vogue en 1978. Cette même année, le groupe joue dans des clubs et bals de Los Angeles. En 1980, le groupe publie un deuxième EP intitulé Scavenged Luxury, axé post-punk. En 1982, ils publient leur seul et uniquement album studio, intitulé Homeland, au label Pulse records. Cette même année, le groupe se sépare et se réunit à quelques occasions en 2010 et 2011.
Michael John « Mike » Atta succombe à un cancer des poumons et des reins le 20 avril 2014, à l'âge de 53 ans.

## Discographie

### Album studio
- 1982 : Homeland

### EP
- 1979 : Out of Vogue
- 1980 : Scavenged Luxury

### Compilations
- 1979 : Tooth and Nail
- 1995 : A Blueprint for Joy: 1978-1980
- 2008 : Out of Vogue: The Early Material